# Lordelo (Guimarães)
Lordelo ist eine Kleinstadt (Vila) und Gemeinde in Portugal.

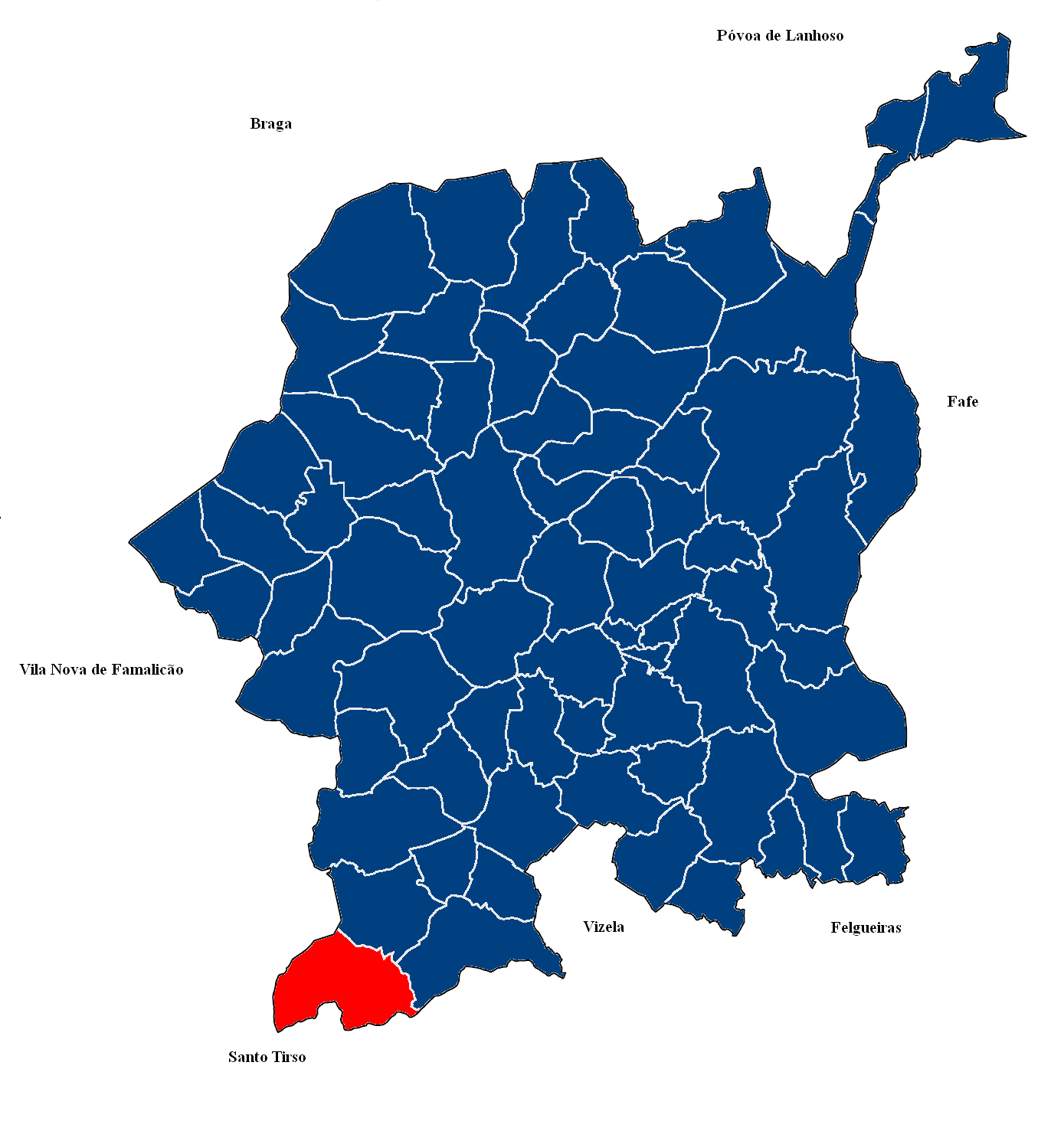
Lage der Gemeinde Lordelo im Kreis Guimarães

Lordelo gehört zum Kreis Guimarães im Distrikt Braga in der ehemaligen Provinz Minho. Sie besitzt eine Fläche von 5,0 km² und hat 3979 Einwohner (Stand 19. April 2021), womit sie zu den größten Gemeinden des Bezirks Guimarães gehört.